# Congregación de la Curia Romana
Congregación de la Curia Romana fue el nombre que, hasta la reforma llevada a cabo por el papa Francisco, recibían los departamentos más importantes de la curia romana, que es la administración central de la Iglesia católica. 
En grado de importancia una congregación estaba por encima de un consejo pontificio o una comisión pontificia. En su origen, las congregaciones eran grupos selectos de cardenales, solo procedentes del Colegio Cardenalicio, que se encargaban de tener cura de algún campo de actividad de la Santa Sede. Después del Concilio Vaticano II estos departamentos también incluyeron obispos de varias partes del mundo que no eran cardenales. Cada congregación también contaba con personal permanente. Cada congregación estaba dirigida por un prefecto, que solía ser un cardenal.
Con la reforma de la Curia romana a llevada a cabo por el papa Francisco, mediante la constitución apostólica Praedicate Evangelium, las Congregaciones desaparecieron, integrándose en distintos dicasterios.